# Istočna Hercegovina
Istočna Hercegovina je mikroregija u Hercegovini. Predstavlja područje istočno od rijeke Neretve do granice Bosne i Hercegovine s Crnom Gorom. 
Gospodarsko središte i najveći grad Istočne Hercegovine je Trebinje koji je udaljen samo 30 km od obale Jadranskog mora. Oko 90 % Istočne Hercegovine administrativno pripada Republici Srpskoj. Ostala veća naselja ove regije su:
- Nevesinje
- Gacko
- Bileća
- Ljubinje

## Povijest
Hrvatsko je ime od starina prisutno u Istočnoj Hercegovini. U poimeničnom popisu sandžaka vilajeta Hercegovina spominju se imena "Vukas sin Hrvatina, Bogdan sin Hrvata, Radoje sin Stjepana, Radič sin Vlatka, Vukašin sin Hrvatina".
Osobna imena Hrvatin (od 1301.), Hrvajin (od 1475.), Hrvo (od 1475.), Hrvoje (od 1475.) i Hrvat (od 1475.) u srednjovjekovlju nalazimo i diljem istočne Hercegovine: od Bišća kod Mostara preko Zažablja, Popova, Površi i Trebinja do Biograda kod Nevesinja, stolačkoga i konjičkoga kraja te Plane kod Bileće.
Područje Hercegovine istočno od Neretve do 15. stoljeća se zvalo Humska zemlja (ili Zahumlje). To je bilo područje Zahumske biskupije čije je središte od 9. stoljeća bio Ston. Njegovim ulaskom u sastav Dubrovačke Republike (1333.) biskupija prelazi u Trebinje. Kako su trebinjski biskupi povremeno pred Turcima bježali su u Dubrovnik i otok Mrkan (Trebinjsko-mrkanska biskupija) Papa je 1819. prebacio brigu za biskupiju u Dubrovnik, a od 1890. do danas nadležan je mostarsko-duvanjski biskup.
Početkom Drugog svjetskog rata ovdje je živjelo oko 30.000 vjernika, a 1990. upola manje. U Drugom svjetskom ratu i poraću stradalo je 5000 ljudi, a preostalih desetak tisuća stanovnika raseljeni su na različite načine. Godine 1976. ukida se željeznička pruga Gabela – Zelenika što je ubrzalo trend iseljavanja iz ovog kraja.
Početkom listopada 1991. godine JNA, pod srpskom kontrolom, je porušila i spalila hrvatsko selo Ravno u tadašnjoj općini Trebinje što mnogi smatraju početkom rata u BiH.

## Vanjske poveznice
- Portal - istocnahercegovina.com  Arhivirana inačica izvorne stranice od 18. listopada 2016. (Wayback Machine)